# Miguel López de Legazpi
Miguel López de Legazpi, znany jako El Adelantado i El Viejo (pol. Stary) (ur. w 1502 w Zumárraga, zm. 20 sierpnia 1572 w Manili) – hiszpański konkwistador, założyciel pierwszej kolonii na Filipinach w roku 1565.

## Młodość
Urodzony w roku 1502, Miguel López de Legazpi był najmłodszym dzieckiem Juana Martíneza López de Legazpi’ego i Elwiry z d. Gurruchategui. Niezbyt zasobna rodzina szlachecka mieszkała w małym miasteczku Zumárraga, w prowincji Guipúzcoa w hiszpańskim Kraju Basków.
W latach 1526-1527 pracował jako councilor (radny) w lokalnych władzach, jednak w roku 1528, na wieść o tym, że Hernán Cortés dokonał podboju Meksyku, López de Legazpi udał się do Nowej Hiszpanii w nadziei na rozpoczęcie nowego życia. Powodem była śmierć rodziców i zagarnięcie całego majątku przez starsze rodzeństwo. W miejscowości Tlaxcala zetknął się z Juanem Garcésem i jego siostrą Izabelą. López de Legazpi pojął ją za żonę i miał z nią dziewięcioro dzieci. Izabela zmarła w połowie lat pięćdziesiątych.
Do roku 1559 był przewodniczącym rady finansowej i cywilnym gubernatorem Meksyku. W początkach roku 1564, z poręczenia Andrésa de Urdanety i na polecenie wicekróla Nowej Hiszpanii Luisa de Velasco, stanął na czele przygotowywanej właśnie ekspedycji na Pacyfik dla odnalezienia Filipin, gdzie dotarli w latach 1521 i 1543 wcześniejsi odkrywcy Ferdynand Magellan i Ruy López de Villalobos. Wyprawa została podjęta na rozkaz króla Hiszpanii Filipa II, od imienia którego wyspy wzięły następnie swą nazwę. Wicekról zmarł w lipcu tegoż roku, ale Legazpi ukończył przygotowania i wczesnym rankiem 21 listopada armada złożona z pięciu okrętów, na pokładach których znajdowało się 500 żołnierzy, wypłynęła z portu Barra de Navidad w dzisiejszym stanie Jalisco w Meksyku.

## Na Filipinach
Okręty Lópeza de Legazpi żeglowały przez ocean 93 dni. Na początku roku 1565 zatrzymali się na Marianach, gdzie uzupełnili zapasy, staczając przy tym bitwę z krajowcami i zostawiając za sobą dwie spalone wioski.
Oddział Legazpiego dotarł do archipelagu filipińskiego i 13 lutego 1565 lądował na plażach wyspy Cebu. Po krótkim starciu z krajowcami udał się na sąsiednie wyspy Leyte i Camiguin. 16 marca okręty dotarły do wyspy Bohol. Po dowiedzeniu, że nie są Portugalczykami ludzie Legazpi’ego otrzymali od krajowców znaczną ilość przypraw korzennych. On sam zawarł z wodzem Datu Sikatuną przymierze krwi, co miało zapobiec dalszym starciom.
27 kwietnia López de Legazpi i jego ludzie wrócili na Cebu, atakując i niszcząc wioskę Rajah Tupas. W jej miejsce Legazpi założył pierwsze hiszpańskie osiedla na Filipinach, Villa del Santisimo Nombre de Jesús (Miasto Najświętszego Imienia Jezus) i Villa de San Miguel (Miasto św. Michała).
W roku 1567 na rozkaz z Hiszpanii na Cebu dotarło dalszych 2100 hiszpańskich żołnierzy i meksykańskich robotników. Ich siłami zbudowane zostało miasto i port Fuerza de San Pedro będący filipińskim oknem na handel z Meksykiem i ochroną przed atakami krajowców.
W 1568 López de Legazpi wysłał jednego ze swych ludzi do Hiszpanii celem dostarczenia na dwór raportu z postępów w budowie kolonii. Sam pozostał na Cebu i – z powodu kłopotów zdrowotnych i zaawansowanego wieku – nie brał udziału w podboju Manili, do czego wyznaczył swych dwóch zastępców Martína de Goiti i Juana de Salcedo.

### Zdobycie Manili

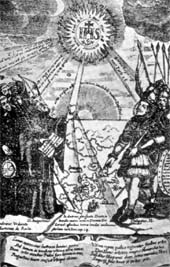
López de Legazpi (z prawej) i Andrés de Urdaneta w czasie podboju Filipin

Pod koniec roku 1569 około 300 żołnierzy hiszpańskich (głównie kawalerzystów) dowodzonych przez Martína de Goiti opuściło Cebu rozpoczynając eksplorację północnych obszarów archipelagu. Odkryli wyspy Panay i Mindoro, gdzie zetknęli się po raz pierwszy z chińskimi kupcami. Goiti i Salcedo pobili piratów chińskich u wschodnich wybrzeży Mindoro, a następnie założyli na tej wyspie kolejne osady hiszpańskie.
8 maja 1570 roku ich flota wpłynęła do Zatoki Manilskiej. Hiszpanie byli pod wrażeniem jej wielkości. Lokalni władcy muzułmańscy przyjęli ich przyjaźnie. Ludzie Goitiego przez kilka tygodni obozowali na wybrzeżu udając, że mają zamiar zawrzeć przymierze z radżą Sulimanem. W rzeczywistości Hiszpanie mieli inne plany. 24 maja, gdy doszło do sprzeczki między niedoszłymi przyjaciółmi, ruszyli na osiedle muzułmańskie Tondo i miasto Manila, na przedpolach której doszło do bitwy wygranej przez ciężkozbrojnych Hiszpanów.
Tego samego roku na Filipiny dotarły dalsze uzupełnienia z Meksyku, co pozwoliło Legazpiemu na opuszczenie Cebu. Na czele 250 Hiszpanów i 600 tubylczych wojowników podjął podbój wysp Leyte i Panay. W rok później podążył, gdy dowiedział się, że miasto zostało zdobyte, śladami Goitiego i Salcedy do Manili, gdzie zawarł pokój z lokalnymi władcami muzułmańskimi, radżami Sulimanem, Matandą i Lakandulą. Porozumiano się w sprawie wspólnej rady miejskiej z dwoma burmistrzami, dwunastoma radnymi i sekretarzem. W rezultacie, 24 czerwca 1571 roku, López de Legazpi założył w tym miejscu stałą osadę, a wkrótce otoczył ją potężnymi murami. Istniejąca do dzisiaj dzielnica Manili nosi nazwę Intramuros. Ogłosił nowe hiszpańskie miasto stolicą wyspy Luzon i stałą siedzibą kolonialnych władz hiszpańskich w obszarze zachodniego Pacyfiku. Przy udziale zgromadzeń zakonnych augustianów i franciszkanów stworzył znakomicie działający rząd kolonii. Został pierwszym hiszpańskim Kapitanem Generalnym Filipin (gubernatorem) i z zapałem zajął się nawracaniem krajowców na katolicyzm. Tubylczych przeciwników nawrócenia torturowano i zabijano, współpracowników (głównie Hiszpanów) nagradzano encomiendami.

### Ostatnie lata
López de Legazpi rządził kolonią przez rok, zanim zmarł na chorobę serca w Manili w roku 1572. Zmarł w kompletnej nędzy, niemal bez grosza, bowiem całą swą fortunę oddał na rzecz podboju. Został pochowany w kościele św. Augustyna w Intramuros. Nie dożył momentu uhonorowania zbudowanej przez siebie Manili w 1574 roku tytułem Wyjątkowego i zawsze wiernego miasta Hiszpanii (Insigne y Siempre Leal Ciudad de España) przez dwór królewski w Madrycie.
W chwili śmierci Legazpiego wyspy od Luzonu po północne krańce Mindanao znajdowały się już pod hiszpańska kontrolą. Przez następne 256 lat Filipiny były zarządzane z Nowej Hiszpanii jako kolonia.

## Listy do króla
W trakcie ostatnich lat swego panowania na wyspach López de Legazpi napisał kilka listów do Filipa II opisując swoją podróż do Azji i podboje jakich dokonał. Listy te znajdują się w zbiorze zwanym Cartas al Rey Don Felipe II: sobre la expedicion, conquistas y progresos de las islas Felipinas (Listy do króla Filipa II: o ekspedycji, podboju i postępach na Wyspach Filipińskich) i są do dzisiaj przechowywane w archiwum w Sewilli.